# Philophylla australina
Philophylla australina
 es una especie de insecto del género Philophylla de la familia Tephritidae del orden Diptera. 
Hardy la describió científicamente por primera vez en el año 1951.